# Танака Охидэ
Танака Охиде (яп. 田中大秀, たなかおおひで; 1777—1847) — японский языковед, комментатор, мыслитель течения кокугаку.
Родился в провинции Хида.
Псевдоним — Тигусаен (Сад тысячи трав). Ученик Мотоори Норинаги.
Автор трактатов «Комментарии к повести о старике Такэтори», «Комментарии к дневника из Тосы» и др.

## Научные труды
- 『養老美泉弁註』
- 『竹取翁物語解』
- 『落窪物語解』
- 『土佐日記解』
- 『蜻蛉日記紀行解』
- 『飛騨総社考』
- 『荏野冊子』
- 『荏野集』自撰歌集　文政8年（1825年） 515首を掲載する

### その他
- 飛騨高山の「高山祭り」は1800年頃に、大秀が神事を盛んにするために始めたという説がある。
- 文化12年（1815年）養老美泉について尾張藩儒臣、秦鼎と激しい論争を交わす。
- 大秀による撥ね橋（荏名神社神橋）の設計図面（天保15年（1844年））が残されている。[1]